# Callilepis concolor
Espèce
Synonymes
- Callilepis nocturna concolor Simon, 1914

Callilepis concolor est une espèce d'araignées aranéomorphes de la famille des Gnaphosidae.

## Distribution
Cette espèce se rencontre au Portugal, en Espagne et en France.

## Description
Les mâles mesurent de 4,10 à 4,21 mm et les femelles de 4,39 à 5,65 mm.

## Systématique et taxinomie
Cette espèce a été décrite sous le protonyme Callilepis nocturna concolor par Simon en 1914. Elle est placée dans le genre Callilepis par Machado en 1941.

## Publication originale
- Simon, 1914 : Les arachnides de France. Synopsis générale et catalogue des espèces françaises de l'ordre des Araneae; 1re partie. Paris, vol. 6, p. 1-308.